# Ryan Kuwabara
Ryan Haruo Kuwabara (jap. 桑原 ライアン 春男, Kuwabara Raian Haruo; * 23. März 1972 in Hamilton, Ontario) ist ein ehemaliger kanadisch-japanischer Eishockeyspieler.  

## Karriere
Ryan Kuwabara begann seine Karriere als Eishockeyspieler bei den Ottawa 67’s, für die er von 1989 bis 1992 in der kanadischen Juniorenliga Ontario Hockey League aktiv war. In diesem Zeitraum erhielt er 1990 die Bobby Smith Trophy als Spieler der OHL mit dem besten Verhältnis aus schulischen und sportlichen Leistungen. Zudem wurde der Flügelspieler im NHL Entry Draft 1990 in der zweiten Runde als insgesamt 39. Spieler von den Canadiens de Montréal ausgewählt. Für deren Farmteam Fredericton Canadiens lief er von 1992 bis 1994 in der American Hockey League auf. Im gleichen Zeitraum bestritt er zudem einige Spiele für die Wheeling Thunderbirds in der ECHL. Von 1994 bis 2002 spielte er für das Kokudo Ice Hockey Team in der Japan Ice Hockey League. Mit der Mannschaft gewann er in den Jahren 1995, 1998, 1999, 2001 und 2002 jeweils den japanischen Meistertitel. Die Saison 2002/03 verbrachte er bei den Belfast Giants, mit denen er den Playoff-Meistertitel der britischen Ice Hockey Superleague gewann. 
Von 2003 bis 2008 trat Kuwabara für die Nippon Paper Cranes in der neu gegründeten Asia League Ice Hockey an und gewann 2004 und 2007 mit seiner Mannschaft jeweils deren Meistertitel. Die Saison 2008/09 verbrachte er beim südkoreanischen ALIH-Teilnehmer High1. Zuletzt spielte er in der Saison 2009/10 für das kanadische Amateurteam Dundas Real McCoys, ehe er seine Karriere im Alter von 38 Jahren beendete.   

### International
Für Japan nahm Kuwabara an den Olympischen Winterspielen 1998 in Nagano teil. Zudem stand er im Aufgebot seines Landes bei den A-Weltmeisterschaften 2000, 2001, 2002 und 2003.

## Erfolge und Auszeichnungen
| - 1990 Bobby Smith Trophy - 1995 Japanischer Meister mit dem Kokudo Ice Hockey Team - 1998 Japanischer Meister mit dem Kokudo Ice Hockey Team - 1999 Japanischer Meister mit dem Kokudo Ice Hockey Team - 2001 Japanischer Meister mit dem Kokudo Ice Hockey Team | - 2002 Japanischer Meister mit dem Kokudo Ice Hockey Team - 2003 Play-off-Meister der Ice Hockey Superleague mit den Belfast Giants - 2004 Meister der Asia League Ice Hockey mit den Nippon Paper Cranes - 2007 Meister der Asia League Ice Hockey mit den Nippon Paper Cranes |